# کسیسه‌ای
کسیسه‌ای، روستایی در دهستان گوهران بخش گوهران شهرستان بشاگرد در استان هرمزگان ایران است.

## جمعیت
بر پایه سرشماری عمومی نفوس و مسکن در سال ۱۳۹۵، جمعیت این روستا برابر با ۱۸۸ نفر (۵۰ خانوار) بوده‌است.